# Прапор ХАМАС

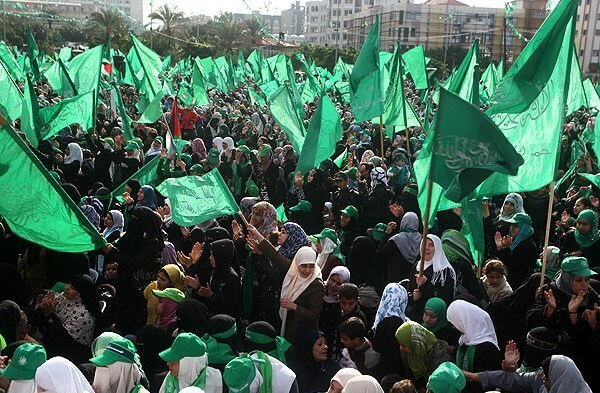
Прапори ХАМАС на мітингу з нагоди 25-ї річниці в 2012 році

Прапор палестинської сунітської ісламістської войовничої організації ХАМАС складається із зеленого фону (традиційно шанований колір в ісламі), а посередині білим каліграфічним шрифтом зображено Шагаду, ісламське висловлювання віри: «Немає бога крім Аллаха і Мухаммад — пророк його".  